# Сигунов (присілок)
Сигунов (рос. Сигунов) — присілок в Думіницькому районі Калузької області Російської Федерації.
Населення становить 0 осіб. Входить до складу муніципального утворення Село Маклаки.

## Історія
Від 2004 року входить до складу муніципального утворення Село Маклаки.

## Населення
| 2002 | 2010 |
| ---- | ---- |
| 0    | →0   |